# Grindr
Grindr je mobilna društvena mreža namijenjena za upoznavanje LGBT osoba. Od svoje objave 2009. godine postala je najveća i najpopularnija mobilna aplikacija za upoznavanje LGBT osoba s preko 14,7 milijuna aktivnih korisnika u 2024. godini.
Grindr je krajem 2023. godine s otprilike 5 tisuća aktivnih korisnika zasjeo na treće mjesto najkorištenijih aplikacija za upoznavanje osoba u Hrvatskoj.

## Sučelje
Glavno sučelje aplikacije prikazuje korisniku profile ostalih korisnika koji se nalaze u njegovoj blizini, temeljem geografske lokacije mobilnog uređaja. Korisnici mogu urediti svoj profil podacima o svom fizičkom izgledu i interesima te prenijeti i dijeliti fotografije. Korisnici prilikom registracije mogu ostati anonimni, tj. nisu dužni podijeliti svoje ime i prezime.

## Istraživanja
Prema podacima iz 2024. godine, 80,5 % korisnika aplikacije identifciraju se kao gej.